# Shin’ichi Morishita
Shin’ichi Morishita (jap. 森下 申一, Morishita Shin’ichi; * 28. Dezember 1960 in der Präfektur Shizuoka) ist ein ehemaliger japanischer Fußballspieler.

## Nationalmannschaft
1985 debütierte Morishita für die japanische Fußballnationalmannschaft. Morishita bestritt 28 Länderspiele.

## Errungene Titel
- Japan Soccer League: 1987/88

## Persönliche Auszeichnungen
- Japan Soccer League Best Eleven: 1987/88